# Miems van Citters
Miems van Citters, geboren jonkvrouw Anna Cornelia van Citters (Burgh, 3 mei 1936), in haar jonge jaren Cora genoemd, is een Nederlands beeldend kunstenaar.

## Biografie
Anna Cornelia van Citters werd geboren in Burgh als derde van de vijf kinderen van jonker Albert van Citters, burgemeester van Burgh, en Ida Honorine Stephanie Bolomey. Van vader´s zijde stamt zij uit de adellijke familie Van Citters die vanaf eind 16e eeuw veel Zeeuwse bestuurders heeft voortgebracht. Van moeder´s zijde is zij een nazaat van Benjamin Samuel Bolomey, hofschilder van Willem V. Freule Anna Cornelia van Citters gebruikt sinds de jaren '70 de koosnaam Miems.
Van Citters volgde de Middelbare Meisjesschool in Bussum en ging een jaar naar Genève als au pair waar ze cursussen beeldhouwen deed aan de École Supérieure des Beaux-Arts. Daarna doorliep ze aan de Koninklijke Academie voor Beeldende Kunsten te Den Haag (1956-1961).
Van 1961 tot 1965 was Van Citters docente aan de vakschool voor meisjes in Goes, Haamstede en Zierikzee. Van 1966 tot 1971 maakte ze veel internationale reizen. In 1969 bezocht ze de beeldhouwers Henri Moore en Barbara Hepworth in hun ateliers in Engeland. Ook bezocht ze de inheemse bevolking van Canada en Alaska. Van 1975 tot 1989 was ze docente manuele expressie aan de Henri van der Hoevenkliniek, een centrum voor klinische forensische psychiatrie. Van Citters woont en werkt als beeldend kunstenaar in Burgh op Schouwen-Duiveland.

## Oeuvre
Het oeuvre van Miems van Citters bestaat uit een grote hoeveelheid bronzen-, stenen- en houten beelden, abstracte en figuratieve werken en portretten. Haar schilderijen, tekeningen en grafiek zijn veelzijdig van onderwerp en uitvoering. Ze gebruikt diverse materialen, zoals olieverf, inkt en krijt. Ze maakt gebruik van uiteenlopende technieken zoals hakken, boetseren, kneden, schilderen, tekenen, etsen, schetsen en aquarelleren. Het meest bekend zijn haar doorleefde portretten, duinlandschappen en bronzen vogels, alsmede een aantal in opdracht gemaakte beeldhouwwerken.

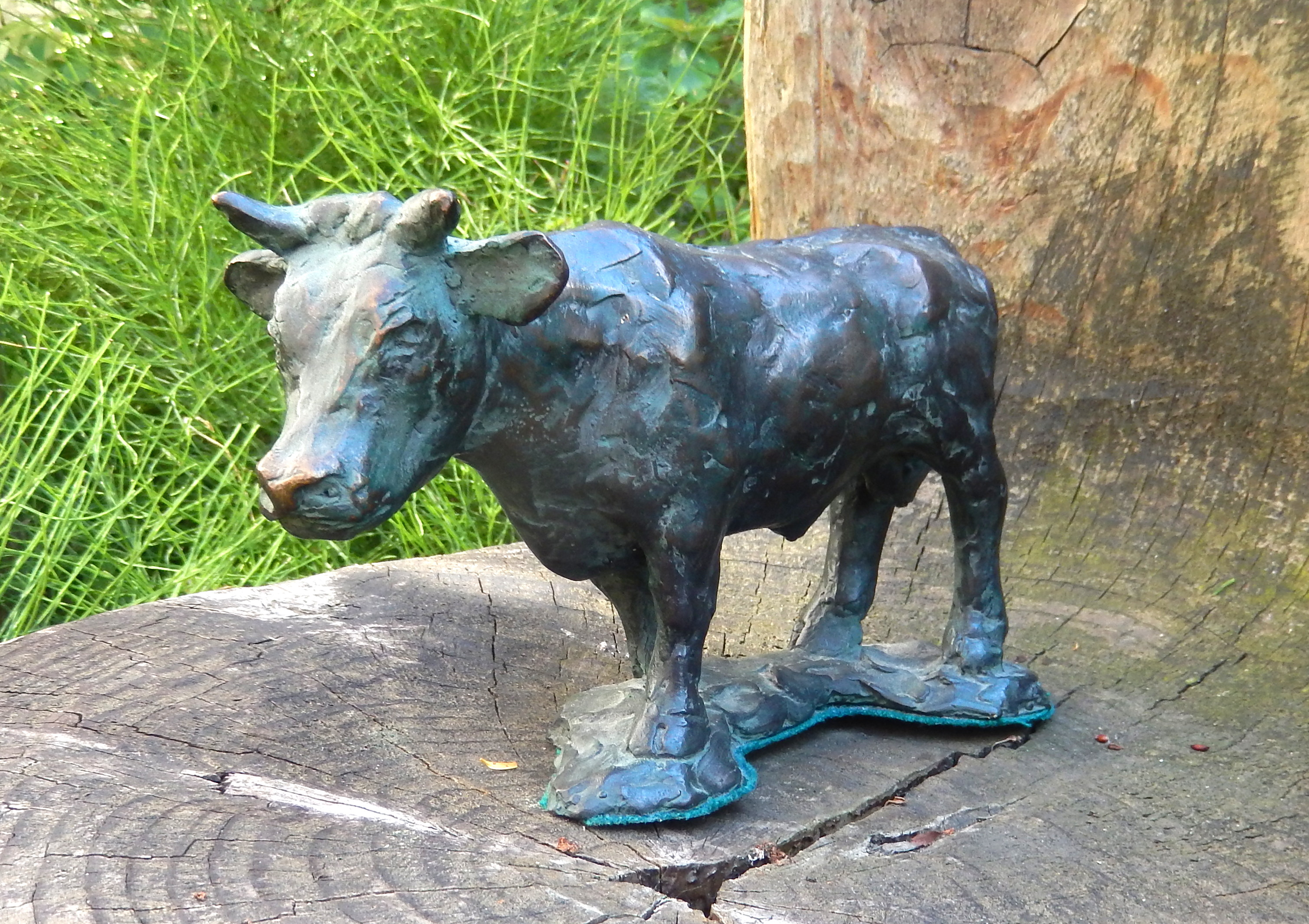
Stiertje
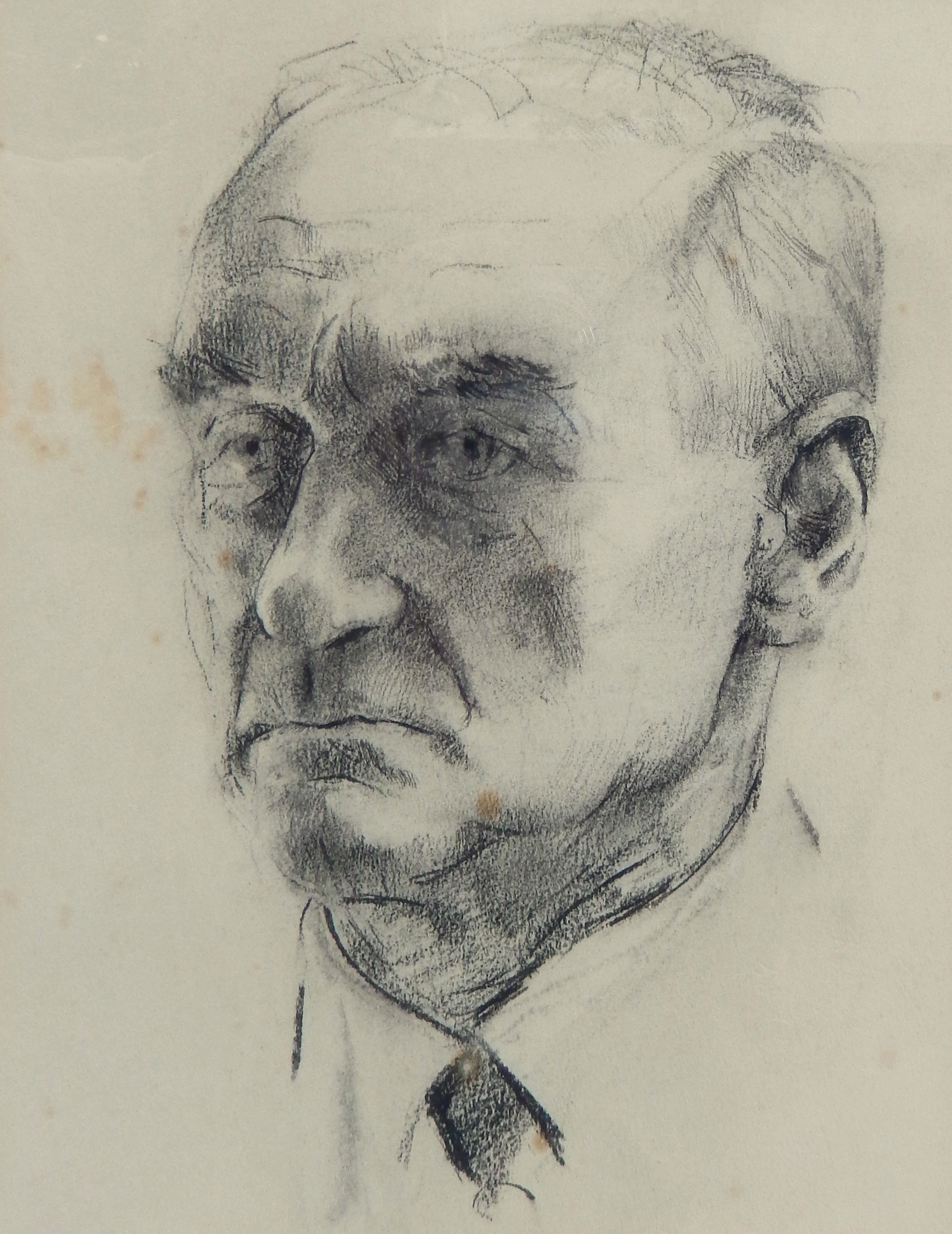
Vader
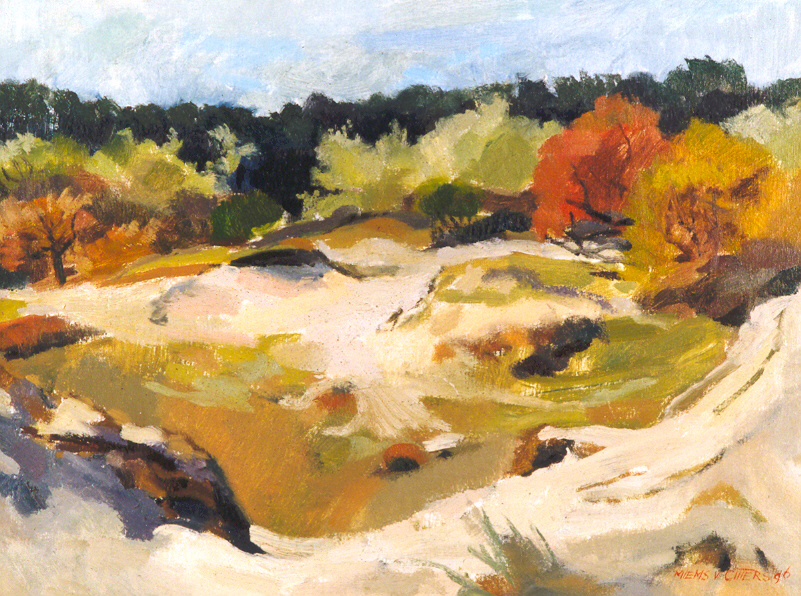
Stuifduinen
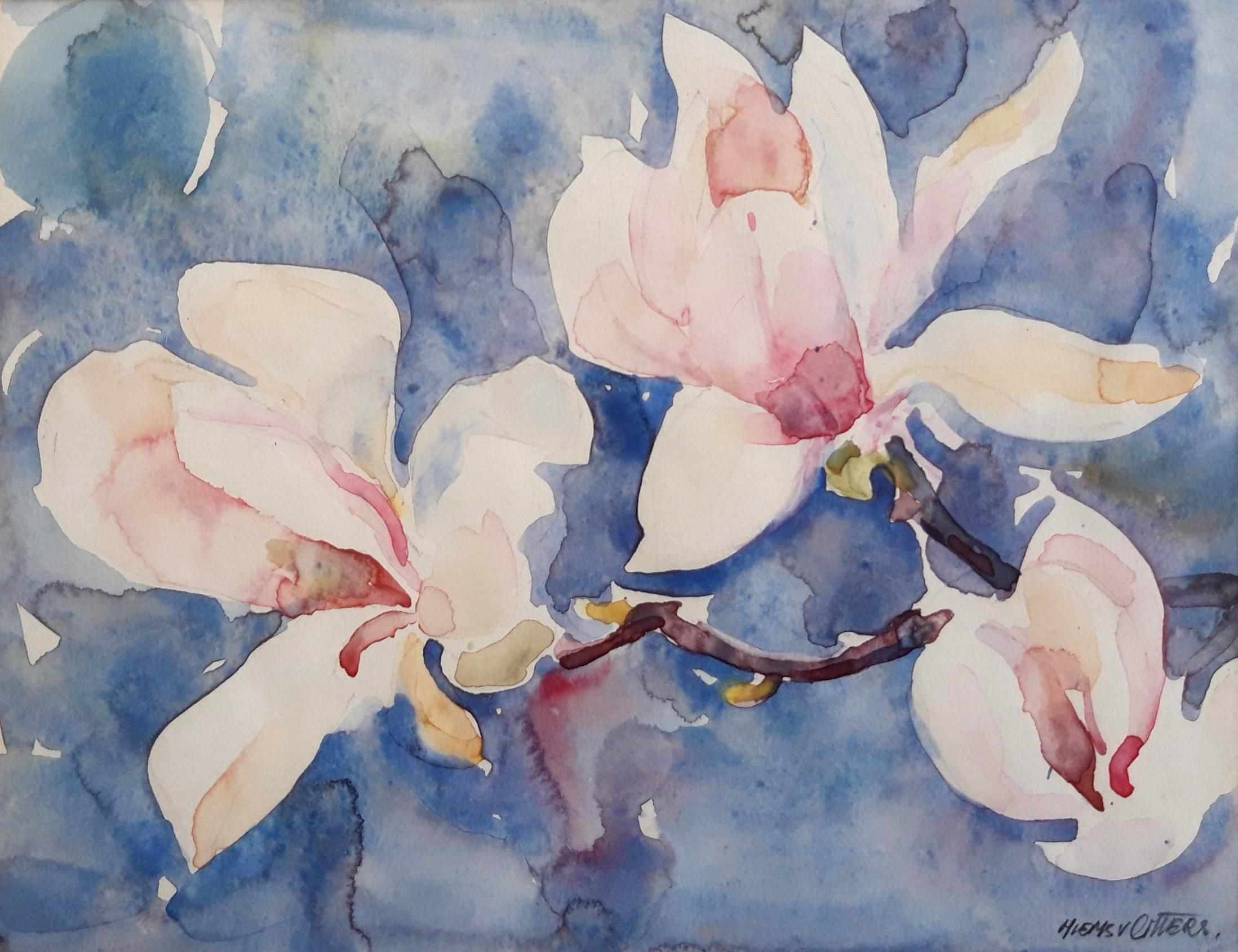
Aquarel Magnolia
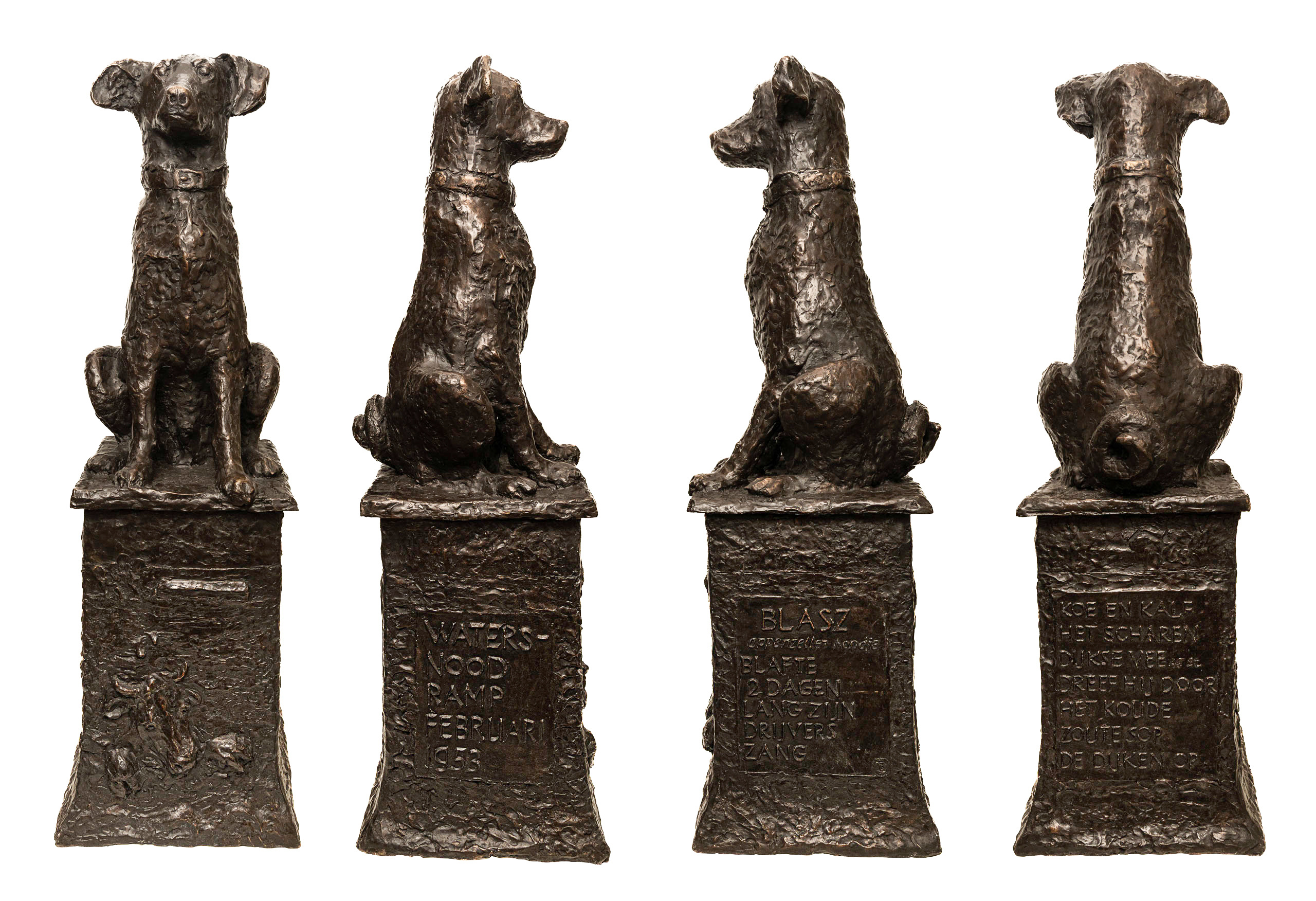
Hondje in brons
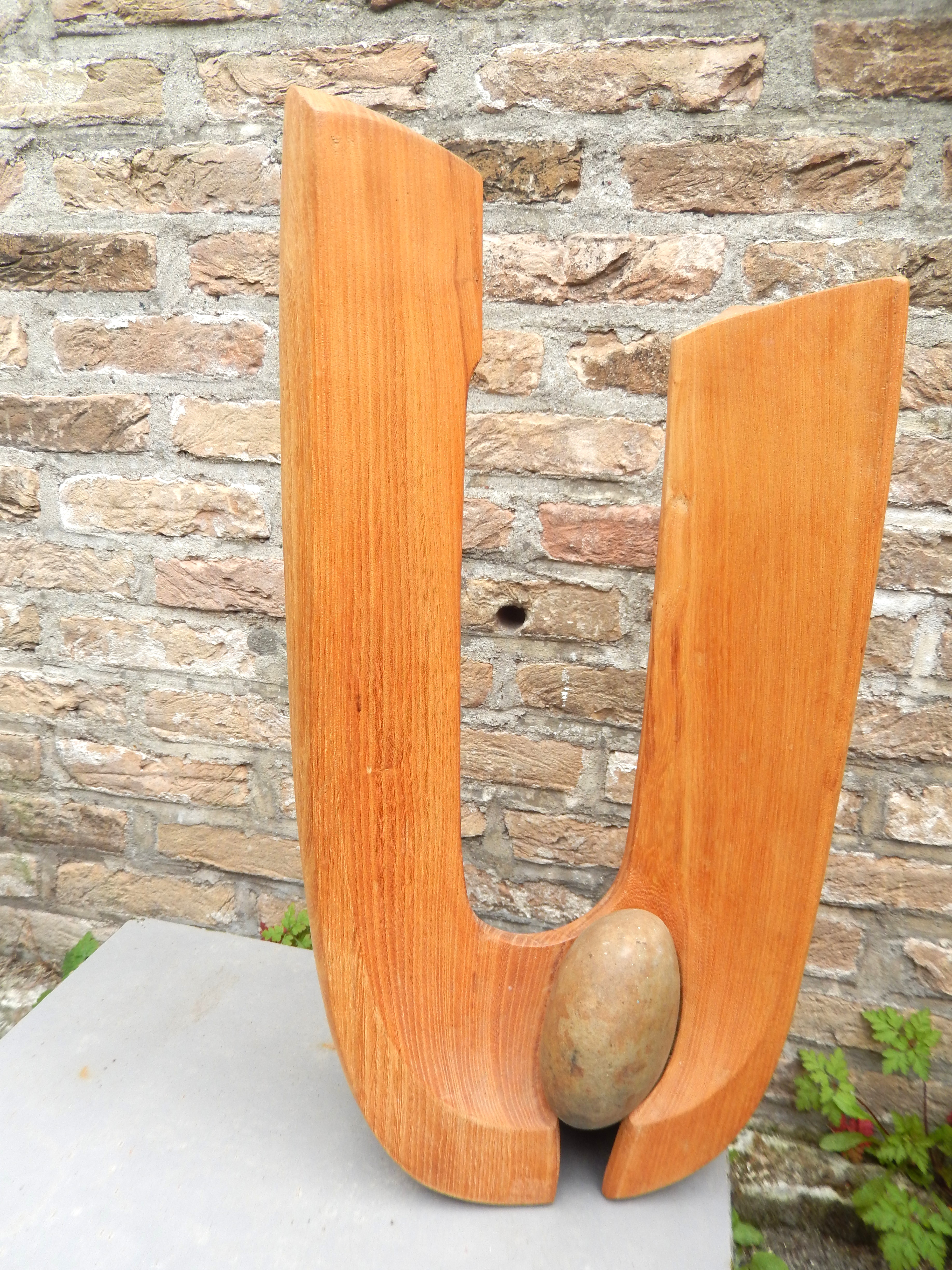
Stemvork met strijksteen

### Beelden in de openbare ruimte (selectie)

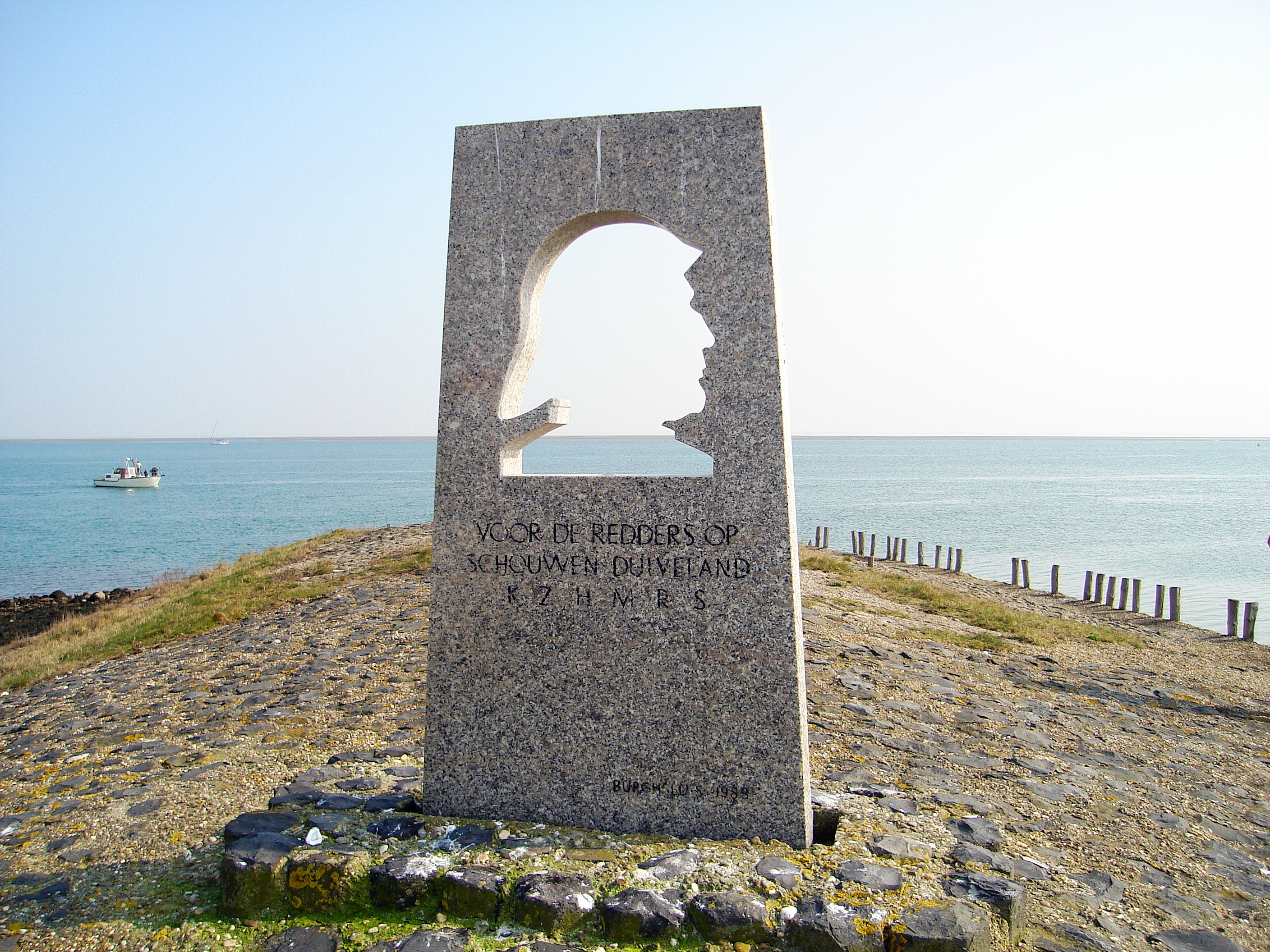
Profiel van een redder: Monument voor de redders van Schouwen-Duiveland

- Monument voor de redders op Schouwen-Duiveland, in opdracht van de Koninklijke Nederlandse Redding Maatschappij. Burghsluis, 1989.[5]
- Standbeeld van Johannes Vijverberg, in opdracht van Stichting Renesse. Noordgouwe, 2011[6]
- Bläsz, de koeienherder. In opdracht van de Stichting Renesse en Stichting Dorpsraad Scharendijke, 2021[7]

### Overige opdrachten (selectie)
- 1973: Ontwerpen grafstenen voor Timmerman Natuursteen te Nieuwerkerk voor Crooswijk, Rotterdam.
- 1975 Gemeente Westerschouwen een functioneel kunstvoorwerp voor de openbare basisschool ‘De Kirreweie’ en de christelijke school ‘Onder de Wieken’[8]
- 1976: Beeld Knieje geven voor Zeehospitium Zonneveld in Oostkapelle, later overgeplaatst naar Zorggroep Ter Weel, Joannaplantsoen 1, Goes.
- 1998: Kleinplastiek, Meyn Machine Fabriek B.V.
- 2000: Twee bronzen beeldjes voor de Jacob Catsprijs 2000 voor Zeeuwse geschiedbeoefening.[9]

### Tentoonstellingen (selectie)

#### Terugkerende exposities
- Zomerexposities georganiseerd door Ad en Tessa Braat in de Beeldentuin van het Burgerweeshuis te Zierikzee in de jaren ´60 en ´70.[10]
- Jaarlijkse wintersalon van de Zeeuwse Kunstkring in de Vleeshal te Middelburg sinds 1968.[11]

#### Eenmalige exposities
- 1962 Zierikzee, Burgerweeshuis[12]
- 1966 Vancouver B.C., Imperial Art Gallery
- 1969 Middelburg, Zeeuws Museum[13]
- 1971 Victoria B.C., Gallery of Greater Victoria
- 1975 Oostkapelle, Zeeuws Natuurhistorisch museum
- 1981 Delft, Galerie Abtswoude
- 1982 Edinburgh, The open eye Gallery
- 1986 Burgh, Galerie De Bewaerschole, Stichting Westerschouwen Cultureel[14]
- 1989 Den Haag, Edison galerie
- 1990 Laren, Rosa Spier Huis ’
- 1990 Middelburg, Francois Ryckhals museum
- 1992 Burgh-Haamstede, Bewaerschole, Stichting Westerschouwen Cultureel[15]
- 1994 Bergisch Gladbach, Art Contact
- 2000 Burgh, Hervormde kerk. Ter gelegenheid van de eeuwwisseling
- 2008 Domburg, Marie Tak van Poortvliet Museum
- 2013 Nieuw-Haamstede: Kunstschouw Westerschouwen Bovenkamer
- 2016 Zierikzee, Stadhuismuseum, Observaties[16]
- 2022 Middelburg: GalerieGerritse/Zeeuwse Kunstkring, met Helma Hulscher, Ben Game en Michiel Hermsen.[17]

### Literatuur

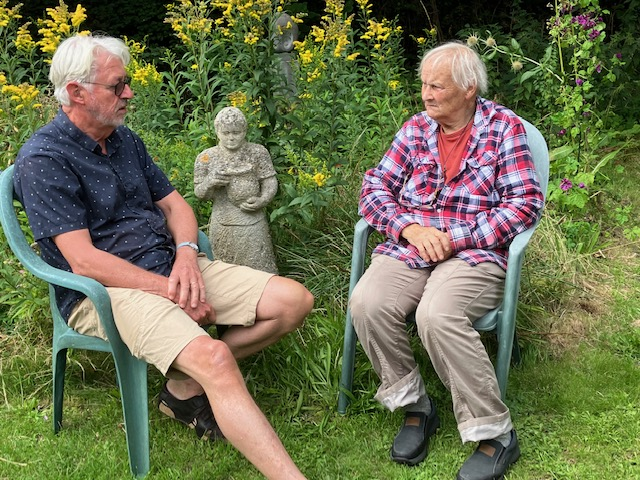
Miems van Citters met Leen van Duivendijk
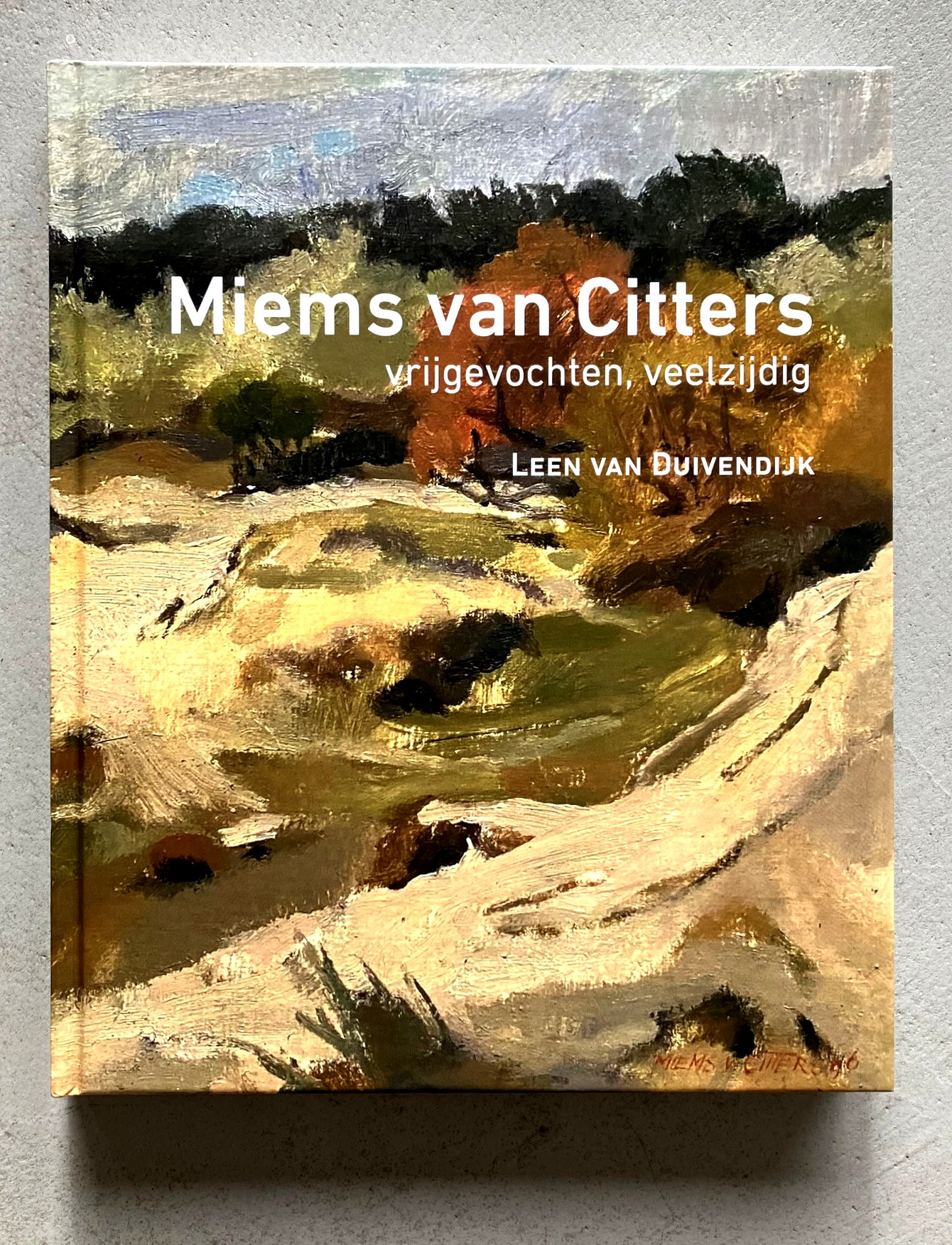
Boekomslag

### Beeldmateriaal
- Henk van der Veer, Stichting Westerschouwen Kultureel, YouTube: Miems 75 jaar. (Burgh 2011)

### Voetnoten
1. ↑   (1941). Van Citters. Nederland´s Adelsboek  39: 74
2. ↑  Ali Pankow, Stout en moedig meisje: Miems van Citters. Provinciale Zeeuwse Courant (30 mei 2009). Gearchiveerd op 8 november 2023. Geraadpleegd op 8 november 2023 – via Krantenbank Zeeland.
3. ↑  Miems van Citters | De Zeeuwse Kunstkring. Gearchiveerd op 29 februari 2024. Geraadpleegd op 2 november 2023.
4. ↑  Zoektocht naar kunst van indianen: Miems van Citters houdt van dingen die bewaard blijven. Krantenbank Zeeland. Provinciale Zeeuwse Courant (4 januari 1989). Gearchiveerd op 3 november 2023. Geraadpleegd op 3 november 2023.
5. ↑  Monument Burghsluis voor alle redders van Schouwen-Duiveland. Krantenbank Zeeland. Zierikzeesche Nieuwsbode (8 december 1989). Geraadpleegd op 4 november 2023.
6. ↑  Van Citters, Miems, Johannes Vijverberg was een echte pionier. Krantenbank Zeeland. Provinciale Zeeuwse Courant (27 maart 2012). Gearchiveerd op 2 november 2023. Geraadpleegd op 2 november 2023.
7. ↑  Akinci, Orkun, 70 jaar na de Watersnoodramp krijgt heldenhond Blasz een standbeeld in zijn dorp. Trouw (25 januari 2023). Gearchiveerd op 3 november 2023. Geraadpleegd op 2 november 2023.
8. ↑  Wethouder M.J. Steur onthult kunstwerk voor de combischool. Krantenbank Zeeland. Provinciale Zeeuwse Courant (20 juni 1975). Gearchiveerd op 3 november 2023. Geraadpleegd op 3 november 2023.
9. ↑   (1 juni 2000). Nominaties voor de Jacob Catsprijs bekend. Nehalennia  (127): 27
10. ↑  Expositie in Burgerweeshuis te Zierikzee. Zierikzeesche Nieuwsbode (10 augustus 1967). Gearchiveerd op 2 november 2023. Geraadpleegd op 2 november 2023 – via Krantenbank Zeeland.
11. ↑  (en) 50 jaar Zeeuwse Kunstkring. rkd.nl. Gearchiveerd op 3 november 2023. Geraadpleegd op 3 november 2023.
12. ↑  Cora van Citters maakt debut in Zierikzee. Krantenbank Zeeland. Provinciale Zeeuwse Courant (6 september 1962). Gearchiveerd op 3 november 2023. Geraadpleegd op 3 november 2023.
13. ↑  Enzinck, Willem, Herman Goetheer en Cora van Citters in Zeeuws Museum. Krantenbank Zeeland. De Stem (15 juli 1969). Geraadpleegd op 3 november 2023.
14. ↑  Miems van Citters toont veelzijdigheid in Burgh. Krantenbank Zeeland. Zierikzeesche Nieuwsbode (28 juli 1986). Geraadpleegd op 3 november 2023.
15. ↑  Expositie Miems van Citters met portret- en beeldhouwwerk. Krantenbank Zeeland. Zierikzeesche Nieuwsbode (28 juli 1992). Gearchiveerd op 3 november 2023. Geraadpleegd op 3 november 2023.
16. ↑  Miems van Citters. Stadhuismuseum Zierikzee. Gearchiveerd op 5 november 2023. Geraadpleegd op 5 november 2023.
17. ↑  Zomertentoonstelling juli/augustus 2022. Gearchiveerd op 29 september 2023. Geraadpleegd op 2 november 2023.

Leden: Miems van Citters · Leen van Duivendijk · Adri Geelhoed

Oud-leden: Ad Braat · Han van den Broeke · An Goedbloed · Sárika Góth · Jan Haas · Louis Heymans · Wim Hofman · Peter de Jong · Han ter Keurs · Reimond Kimpe · Liesbeth Messer-Heijbroek · Guido Metsers · Dick Pieters · Wim Riemens · Chris van Schagen · Kees van de Wetering
- RKD-Nederlands Instituut voor Kunstgeschiedenis: 16925
- Virtual International Authority File: 20167198232567631054